# 셀리니
셀리니(프랑스어: Céligny)는 스위스 제네바에 있는 자치체이다. 그것은 크랑-프레-셀리니 근처의 보주에 둘러싸인 제네바주의 두 개의 작은 분리된 지역으로 구성되어 있다.

## 역사
셀리니는 1163년에 Siliniacum으로 처음 언급되었다.

## 지리
셀리니의 면적은 2009년 기준으로 4.65k㎡이다. 이 면적 중 3.03k㎡ (65.2%)가 농업용으로 사용되는 반면 0.91k㎡ (19.6%)는 산림이다. 나머지 토지 중 0.75k㎡ (16.1%)가 정착지(건물 또는 도로)이고, 0.01k㎡ (0.2%)가 비생산적인 토지이다.
건설 면적 중 주택과 건물이 11.0%, 교통 기반 시설이 4.9%를 차지했다. 산림면적 중 15.1%는 산림이 우거져 있고, 4.5%는 과수원이나 작은 나무 군락으로 덮여 있다. 농경지 중 51.8%는 농작물 재배에 사용되며, 11.0%는 목초지이며, 2.4%는 과수원이나 덩굴 작물에 사용된다.
시정촌은 제네바주의 두 개의 연결되지 않은 지역으로 구성된다. 더 작은 하나는 La Grande Coudre와 La Petite Coudre의 정착지를 포함하며, 완전히 보주에 둘러싸여 있다. 따라서 그것은 외부영토이자, 내륙이다. 더 큰 것은 작은 르브라수스 계곡과 함께 제네바호수 위의 언덕에 있는 셀리니 마을로 구성되어 있다. 제네바주에 속하는 제네바 호수의 일부에 인접해 있지만 셀리니 시정촌에는 속하지 않기 때문에 그 자체로는 외부영토도, 내지도 아니다. 그러나 호수의 이 인접한 부분과 함께 그것은 주의 외부영토를 구성한다(그러나 여전히 외부영토는 아님).
셀리니의 시정촌은 Les Bondex, Murat, 셀리니 - lac, 셀리니 - 마을 및 Les Coudres의 마을로 구성된다.

## 인구통계
2020년 12월 기준, 셀리니의 인구는 792명이다. 2008년 기준으로 인구의 30.8%가 거주하는 외국인이다. 1999년부터 2009년까지 지난 10년 동안 인구는 5.3%의 비율로 변화했다. 이주로 인해 3.4%의 비율로, 출생 및 사망으로 인해 5.2%의 비율로 변경되었다.
2000년 기준, 인구 대부분인 487명(81.3%)이 프랑스어를 사용하며, 독일어가 38명(6.3%)으로 2위이고, 영어가 36명(6.0%)으로 3위이다.
2008년 기준으로 인구의 성별 분포는 남성 48.6%, 여성 51.4%이다. 인구는 218명의 스위스 남성(인구의 33.0%)과 103명(15.6%)의 비스위스계 남성으로 구성되었다. 스위스 여성은 238명(36.1%), 비스위스계 여성은 101명(15.3%)이었다. 지자체의 인구 중 127명(약 21.2%)가 셀리니에서 태어나 2000년에 그곳에 살았다. 같은 주에서 태어난 113명(18.9%)가 있었고, 176명(29.4%)가 스위스 다른 곳에서 태어났다. 164 명(27.4%)가 스위스 이외의 지역에서 태어났다.
2008년에는 스위스 시민이 3명, 비스위스계 시민이 2명을 출산했으며, 같은 기간에 스위스 시민이 5명 사망했다. 이민과 이주를 무시하면 스위스 시민의 인구는 2명 감소했고, 반면 외국인 인구는 2 증가했다. 스위스에서 이주한 스위스 남자 2명과 스위스 여자 3명이 있었다. 동시에 다른 나라에서 스위스로 이주한 9명의 비스위스 남성과 6명의 비스위스계 여성이 있었다. 2008년 전체 스위스 인구 변화(시 경계를 넘는 이동을 포함한 모든 출처에서)는 4명이 증가했고, 비스위스계 인구는 12명이 증가했다. 이는 2.5%의 인구 증가율을 나타낸다.
인구의 연령분포(2000년 기준)는 아동·청소년(0~19세)이 전체인구의 28%, 성인(20~64세)이 58.3%, 노인(64세 이상)이) 13.7%를 차지한다.
2000년 기준으로 시정촌에 미혼이거나 독신인 사람은 254명이다. 기혼자는 283명, 미망인은 25명, 이혼한 사람은 37명이었다.
2000년 기준으로 시정촌에는 234가구이며, 가구당 평균 2.5명이다. 1인 가구는 77가구, 5인 이상 가구는 20가구였다. 총 246가구 중 1인 가구가 31.3%로 부모와 동거하는 성인 1명이 있었다. 나머지 가구 중 자녀가 없는 기혼 가구는 46가구, 자녀가 있는 기혼가구는 87가구, 자녀가 있는 편부모는 20가구였다. 혈연관계가 없는 사람들이 3가구, 12가구가 일종의 기관이나 공동주택으로 이루어져 있었다.
2000년에는 총 167개 주거동 중 101호(전체의 60.5%)가 단독주택이었다. 다가구는 29채(17.4%), 주거용으로 주로 사용되는 다목적 건물은 23채(13.8%), 기타 용도(상업용, 공업용)는 14채(8.4%)였다. 단독 주택 중 48채는 1919년 이전에 지어졌으며, 4채는 1990년에서 2000년 사이에 지어졌다.
2000년에는 시정촌에 269개의 아파트가 있었다. 가장 흔한 아파트 규모는 4실이었고, 그중 59실이 있었다. 15실은 15실, 111실은 5실 이상 아파트가 있었다. 이 중 상가주택은 총 223채(전체의 82.9%)였으며, 비수기 33채(12.3%), 공실 13채(4.8%)였다. 2009년 기준 신규주택 건설률은 인구 1,000명당 3세대이다. 2010년 시정촌 공실률은 0%였다.
역사적 인구는 다음 차트에 나와 있다.

## 국가중요문화재
Domaine De Garengo와 Domaine de l'Élysée는 국가적으로 중요한 스위스 유산으로 등재되어 있다. 셀리니의 전체 마을은 스위스 유산 목록의 일부이다.

## 정치
2007 년 연방 선거에서 가장 인기 있는 정당은 25.87%의 득표율을 기록한 LPS 정당이었다. 다음으로 가장 인기 있는 세 정당은 SVP (18.03%), 녹색당 (17.58%), SP (14.22%)였다. 연방 선거는 총 167표를 던졌고, 투표율은 48.4%였다.
2009년 Grand Conseil 선거에는 총 335명의 등록 유권자가 있었고, 그중 138명(41.2%)이 투표했다. 이번 선거에서 지자체에서 가장 인기 있는 정당은 29.6%의 득표율을 기록한 자유당이었다. 광역 선거에서 그들은 가장 높은 득표율을 얻었다. 두 번째로 인기 있는 정당은 Les Verts (18.5%)로, 또한 주 전체 선거에서 2위를 차지했으며, 세 번째로 인기 있는 정당은 Les Socialistes (8.9%)로 주 전체 선거에서 4위였다.
2009년 Conseil d'État 선거에는 총 341명의 등록 유권자가 있었고, 그중 156명(45.7%)이 투표했다.
2011년에는 모든 지자체에서 지방선거를 실시했으며, 셀리니에서는 11개의 지자체가 지방 의회에 열렸다. 등록 유권자는 총 406명으로 이중 211명(52.0%)이 투표했다. 211표 중 1표는 무효표, 1표는 무효표, 8표는 명단에 없는 이름이었다.

## 경제
2010년 현재 셀리니의 실업률은 3%이다. 2008년 현재 1차 경제 부문에 17명이 고용되어 있고, 이 부문에 약 6개 기업이 참여하고 있다. 3명이 2차 부문에 고용되었고, 이 부문에 3개의 기업이 있었다. 39명이 3차 부문에 고용되어 있으며, 이 부문에는 14개의 기업이 있다. 시정촌 주민은 274명으로 일정 정도 고용되었으며, 그중 여성이 전체 노동력의 43.1%를 차지하였다.
2008년에 정규직에 상응하는 총 일자리 수는 51개였다. 1차 부문의 일자리 수는 16개였으며, 그중 농업이 14개, 어업 또는 어업이 1개였다. 2차 부문의 일자리 수는 3개였으며, 그중 2개(66.7%)는 제조업, 1개는 건설업이었다. 3차 부문의 일자리 수는 32개였다. 3차 부문에서; 5개(15.6%)는 도소매 또는 자동차 수리, 1개는 상품의 이동 및 보관, 17개(53.1%)는 호텔 또는 레스토랑, 4개(12.5%)는 교육 및 1개는 건강 관련이었다.
2000년 기준으로 시정촌으로 출퇴근하는 근로자는 74명, 출퇴근 근로자는 206명이었다. 지자체는 근로자의 순수출 지자체로, 1명이 전입할 때 약 2.8명의 근로자가 지자체를 떠나고 있다. 셀리니에 들어오는 인력의 약 21.6%가 스위스 외부에서 왔다. 근로 인구의 12.4%가 대중교통을 이용하여 출퇴근하고, 64.6%가 자가용을 이용하였다.

## 종교
2000년 인구 조사에서 로마 가톨릭 신자는 177명(29.5%)이고, 스위스 개혁 교회는 213명(35.6%)이다. 나머지 인구 중 14명(인구의 약 2.34%)이 다른 기독교 교회에 속해 있었다. 이슬람교는 9명(인구의 약 1.50%)이 있었다. 불교 1명과 타교회 소속 1명이었다. 141명(인구의 약 23.54%)은 교회에 속하지 않았고, 불가지론자 또는 무신론자였으며, 43명(인구의 약 7.18%)은 질문에 대답하지 않았다.

## 교육
셀리니에서는 인구의 약 171명(28.5%)이 필수가 아닌 고등 중등 교육을 이수했으며, 147명(24.5%)이 추가 고등 교육(대학 또는 응용학문대학)을 마쳤다. 고등 교육을 이수한 147명 중 44.2%가 스위스 남성, 33.3%가 스위스 여성, 11.6%가 비스위스계 남성, 10.9%가 비스위스계 여성이었다.
2009학년 ~ 2010학년도 동안 셀리니 학교 시스템에는 총 113명의 학생이 있었다. 제네바주의 교육 시스템은 어린아이들이 2년 동안 의무가 아닌 유치원에 다닐 수 있도록 허용한다. 그 학년도에 유치원에 다니던 아이가 1명 있었다. 주의 학교 시스템은 2년의 비필수 유치원을 제공하며, 학생들은 6년 동안 초등학교에 다닐 것을 요구하며, 일부 어린이는 더 소규모의 특수 수업에 참석한다. 셀리니에는 유치원이나 초등학교에 다니는 18명의 학생들이 있었다. 학생들은 특별하고, 소규모 학급에 있었다. 중등 학교프로그램은 3년의 낮은 의무 교육 과정과 3년에서 5년의 선택적인 고급 학교로 구성된다. 셀리니에서 학교에 다니는 18명의 중학생이 있었다. 대학이 아닌 전문 트랙 프로그램에 재학 중인 6명의 학생과 함께 지자체의 19명의 고등학교 학생이 있었다. 추가로 15명의 학생이 사립학교에 다녔다.
2000년 기준으로 셀리니에는 타 지자체에서 온 학생이 6명, 시외 학교에 다니는 주민이 71명이다.